# Панев, Георгий Алексеевич
Георгий Алексеевич Панев (1913 — после 1985) — советский инженер-металлург, доменщик, лауреат Ленинской премии 1960 года. Член КПСС с 1940 г.
Родился 23.04.1913 в г. Макеевка в семье металлурга-доменщика.
С 1930 г. работал в прокатном цехе Сталинского завода, г. Сталино (Донецк).
Окончил техникум и в 1938 г. Сталинский (Донецкий) индустриальный институт. До 1939 г. работал в доменном цехе Сталинского металлургического завода им. Сталина.
В 1939—1946 гг. служил в армии. Участник войны, младший политрук — гвардии майор. 1778-й зенитный артиллерийский полк, Юго-Западный фронт, 216-й отдельный зенитный артиллерийский дивизион Западного фронта, Волховского фронта, 59 армии. Два ордена Отечественной войны II степени (29.12.1942, 06.04.1985), орден Красной Звезды (17.08.1945), медаль «За оборону Москвы» (01.05.1944), медаль «За победу над Германией в Великой Отечественной войне 1941—1945 гг.» (09.05.1945).
После демобилизации вернулся на завод, с 1954 г. начальник доменного цеха. В 1967 году упоминается как главный инженер завода.
Ленинская премия 1960 года (в составе коллектива) — за внедрение природного газа в доменное производство. Награждён орденом Трудового Красного Знамени (1958).
Кандидат технических наук. Диссертация:
- Разработка и внедрение технологии выплавки малосернистого литейного чугуна с применением природного газа : диссертация … кандидата технических наук : 05.00.00 / Г. А. Панев. — Донецк, 1970. — 226 с. : ил.

Сочинения:
- Металл высшей пробы: Из опыта работы Донец. металлург. з-да им. В. И. Ленина / Г. А. Панев, В. П. Терещенко. — Донецк : Донбас, 1981. — 64 с.; 20 см. — (Б-ка передового опыта).
- Панев, Георгий Алексеевич. На дешевом топливе: [Из опыта работы доменного цеха Сталинского металлургич. завода]. — Сталино : Кн. изд-во, 1960. — 23 с. : 20 см.